# Franco Sibilla
Franco Sibilla (* 5. Mai 1923 in Turin, Italien; † 12. August 2008 in Genua, Italien) war Bischof von Asti.

## Leben
Franco Sibilla, Sohn einer alten Genueser Familie, empfing die Priesterweihe am 29. Juni 1952.
1974 wurde er von Papst Paul VI. zum Bischof von Savona e Noli ernannt. Die Bischofsweihe spendete ihm am 29. September 1974 sein Amtsvorgänger im Bischofsamt Giovanni Battista Parodi; Mitkonsekratoren waren Luigi Maverna, Bischof von Chiavari, und Lorenzo Vivaldo, Bischof von Massa Marittima. Papst Johannes Paul II. bestellte ihn 1980 zum Bischof von Asti. Dort initiierte er die Wiedereröffnung des Priesterseminars.
Seinem Rücktrittsgesuch aus gesundheitlichen Gründen wurde 1989 durch Johannes Paul II. stattgegeben. Er starb an den Folgen eines Herzstillstandes.